# Théorème de Bachet-Bézout
Pour les articles homonymes, voir Bachet.
Cet article parle de l'identité de Bézout et du théorème de Bézout en arithmétique. Pour le théorème de Bézout en géométrie algébrique voir Théorème de Bézout.
En mathématiques, et plus précisément en arithmétique élémentaire, le théorème de Bachet-Bézout ou identité de Bézout est un résultat d'arithmétique élémentaire, qui prouve l'existence de solutions à l'équation diophantienne linéaire :
d'inconnues {\displaystyle x} et {\displaystyle y} entiers relatifs, où a et b sont des coefficients entiers relatifs et où pgcd(a, b) est le plus grand commun diviseur de a et b.
Le théorème de Bézout affirme que les entiers a et b sont premiers entre eux si et seulement si l'équation {\displaystyle ax+by=1} admet des solutions.

## Historique

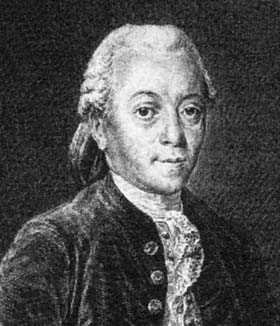
Étienne Bézout

Dans l'équivalence du « théorème de Bézout », le sens réciproque — le « si » — va de soi (voir infra).
La première démonstration actuellement connue du sens direct — le « seulement si » — est due à Claude-Gaspard Bachet de Méziriac,. Elle figure dans la seconde édition de son ouvrage Problèmes plaisans et délectables qui se font par les nombres, parue en 1624.
Au 18e siècle, le mathématicien Étienne Bézout a généralisé ce résultat, notamment aux polynômes.
Bourbaki, dans les Éléments d’histoire des mathématiques, énonce le résultat sur un anneau principal quelconque et lui donne le nom de « théorème de Bézout ».

## Dans l'ensemble des entiers relatifs

### Deux théorèmes

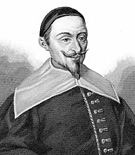
Claude-Gaspard Bachet de Méziriac (1581-1638).

Théorème de Bachet-Bézout (ou Identité de Bézout) — Soient {\displaystyle a} et {\displaystyle b} deux entiers relatifs. Si {\displaystyle d} est le PGCD de {\displaystyle a} et {\displaystyle b}, alors il existe deux entiers relatifs {\displaystyle x} et {\displaystyle y} tels que {\displaystyle ax+by=d}
 Théorème de Bézout — Deux entiers relatifs a et b sont premiers entre eux (si et) seulement s'il existe deux entiers relatifs x et y tels que ax + by = 1.

#### Infinité de solutions
Les deux théorèmes assurent l'existence d'un couple d'entiers tels que {\displaystyle ax+by={\text{PGCD}}(a,b)}. Les démonstrations ci-dessous fournissent une seule solution, mais il en existe en général une infinité d'autres.
Par exemple, le plus grand diviseur commun de 12 et 42 est 6, et l'on peut écrire
{\displaystyle -3\times 12+1\times 42=6}
mais aussi
{\displaystyle 4\times 12+(-1)\times 42=6}.
À partir d'un couple solution (x0, y0), il est facile de prouver que l'on a aussi :
{\displaystyle a\left(x_{0}-k{b \over d}\right)+b\left(y_{0}+k{a \over d}\right)=d}
où {\displaystyle k} peut varier dans {\displaystyle \mathbb {Z} }

#### Lien entre les deux théorèmes
Le second théorème — sans le sens réciproque qui, comme déjà dit, est immédiat (voir infra) — est le cas particulier d = 1 du premier.
Inversement, le premier se déduit du second en remarquant que a = da' et b = db' avec a' et b' entiers premiers entre eux, et que a'x + b'y = 1 entraîne alors ax + by = d.
Ce lien permet aussi de démontrer que x et y sont premiers entre eux dans les deux équations.
On peut donc se contenter de démontrer l'un ou l'autre.

#### Démonstration du premier théorème
L'algorithme d'Euclide étendu, en fournissant un couple d'entiers solution de l'équation ax + by = pgcd(a, b), prouve le premier théorème. On peut aussi, en raisonnant sur le plus petit entier strictement positif de la forme ax + by, en donner une démonstration plus proche de celle qui sera utilisée dans les anneaux principaux.

#### Démonstration directe du second théorème
Une preuve moins constructive du second théorème, consiste à considérer le groupe des inversibles modulo a, c'est-à-dire le groupe des unités de l'anneau ℤ/aℤ. En effet, en supposant que b est premier avec a, montrer qu'il existe deux entiers x et y tels que by = 1 – ax revient à montrer que b est inversible modulo a.
On considère pour cela l'application « produit par b », de {\displaystyle \mathbb {Z} /a\mathbb {Z} } dans lui-même. Cette application est injective car si {\displaystyle b{\overline {y}}=b{\overline {z}}} alors {\displaystyle a\mid b(y-z)} donc {\displaystyle y-z} aussi (d'après le lemme de Gauss), si bien que y = z. Comme ℤ/aℤ est un ensemble fini, on déduit de cette injectivité que l'application est surjective. L'antécédent de 1 fournit alors un inverse pour b modulo a.

### Résultatréciproque
Soient a et b deux entiers relatifs.
- Soit d un entier naturel divisant a et b. S'il existe deux entiers x et y tels que ax + by = d, alors d est le PGCD de a et b.
- S'il existe deux entiers x et y tels que ax + by = 1, alors a et b sont premiers entre eux.

Remarque
Dans le premier de ces deux énoncés, l'hypothèse que d divise a et b est indispensable. S'il existe deux entiers x et y tels que d = ax + by, on peut seulement dire que d est un multiple du PGCD. Par exemple, il existe deux entiers x et y tels que 2x + 3y = 5 (il suffit de prendre x = 1 et y = 1) alors que 5 n'est pas le PGCD de 2 et 3.

### Applications
Le théorème de Bachet-Bézout intervient dans de nombreux domaines de la théorie des nombres. Il intervient dans
- la recherche d'inverse modulo b (il est donc utile dans le décodage de message en cryptographie) ;
- la résolution de l'équation diophantienne ax + by = c.

### Généralisation
Théorème —  Étant donnés des entiers relatifs a1, …, an non tous nuls et d leur PGCD, il existe des entiers relatifs x1, …, xn tels que d = x1a1 + … + xnan.
Les entiers a1, …, an sont premiers entre eux (dans leur ensemble) si et seulement s'il existe des entiers relatifs x1, …, xn tels que 1 = x1a1 + … + xnan.
En d'autres termes, quand les ak ne sont pas tous nuls, le PGCD de a1, …, an est le plus petit entier strictement positif qui peut s'écrire comme combinaison linéaire à coefficients entiers de a1, …, an.

## Dans l'ensemble des polynômes
L'identité de Bézout se généralise à l'ensemble des polynômes à une indéterminée sur un corps commutatif K.
Théorème —  Étant donnés {\displaystyle P_{1},P_{2},\ldots ,P_{n}\in K[X]} et {\displaystyle \Delta } un PGCD de {\displaystyle P_{1},P_{2},\ldots ,P_{n}}, il existe {\displaystyle A_{1},A_{2},\ldots ,A_{n}\in K[X]} des polynômes tels que {\displaystyle \Delta =\sum _{k=1}^{n}A_{k}P_{k}}
.
Les polynômes {\displaystyle P_{1},P_{2},\ldots ,P_{n}} sont premiers entre eux (dans leur ensemble) si et seulement s'il existe {\displaystyle A_{1},A_{2},\ldots ,A_{n}\in K[X]} tels que {\displaystyle \sum _{k=1}^{n}A_{k}P_{k}=1}

## Extension aux anneaux principaux quelconques
L'identité de Bézout peut s'écrire non seulement dans l'anneau des nombres entiers relatifs, mais aussi dans tout autre anneau principal. (Notons que dans ce cas « plus grand » diviseur commun s'entend seulement au sens de la relation de préordre fournie par la divisibilité dans l'anneau ; l'unicité du PGCD n'est conservée qu'à un facteur inversible près de l'anneau.) C'est-à-dire, si A est un anneau principal, et a et b sont des éléments de A, alors il existe un plus grand diviseur commun d de a et b et des éléments x et y dans A tels que d = ax + by.
Cette propriété résulte du fait que l'idéal aA + bA engendré par a et b est principal. En effet, tout générateur d de aA + bA est un diviseur commun à a et b (puisque a et b appartiennent à aA + bA), et c'est « le » plus grand au sens de la divisibilité, c'est-à-dire que tout diviseur commun c divise d (puisque c divise tout élément de aA + bA).

## Extension à d'autres anneaux
L'identité de Bachet-Bézout a donné lieu à une classe d'anneaux : un anneau A est dit de Bézout si tout idéal de type fini de A est principal (mais l'anneau peut éventuellement contenir des idéaux qui ne sont pas de type fini). Autrement dit, A est de Bézout si deux éléments quelconques a, b de A possèdent toujours un PGCD, et si celui-ci peut toujours s'écrire sous la forme xa + yb (pour certains éléments x, y de A).